# Fara v Benešově nad Černou
Fara je jednou z kulturních památek v obci Benešov nad Černou v okrese Český Krumlov v Jihočeském kraji. Stavba je patrová. Budova fary byla postavena v polovině 14. století a následně prošla přestavbami v 18. a 19. století. V roce 1899 došlo k povýšení na děkanství.